# Giovanni Chiasserini
Giovanni Chiasserini (Roma, 23 aprile 1909 – Borjas Blanca, 4 gennaio 1939) è stato un militare e aviatore italiano, decorato con la medaglia d'oro al valor militare alla memoria nel corso della guerra civile spagnola.

## Biografia
Nacque a Roma il 23 aprile 1909. Diplomatosi in agraria presso l'Istituto agrario "Vegni" alle Capezzine (Arezzo), si iscrisse alla facoltà di scienze economiche presso l'università di Arezzo. Conseguì il brevetto di pilota civile presso la RUNA di Roma nel 1934 e quello di pilota militare dopo aver frequentato un corso presso l'aeroporto della Malpensa nel febbraio 1935. Nominato nel settembre 1935 sottotenente di complemento, ruolo naviganti, della Regia Aeronautica a partire dal 25 novembre successivo prestò servizio di prima nomina presso la Scuola bombardamento aereo. Ottenuto il relativo brevetto volando su velivolo Caproni Ca.111 fu assegnato al 5º Stormo d'assalto. Dal maggio 1936 al marzo 1937 fu in servizio in Africa Orientale Italiana, partecipando alle operazioni militari in Etiopia. Collocato in congedo, lavorò come pilota civile sulle linee aeree per l'Africa. Richiamato in servizio al 5º Stormo d'assalto nell’aprile 1938 fu assegnato all'Aviazione Legionaria e inviato a combattere nella guerra di Spagna nel luglio successivo. Qualche mese dopo fu promosso tenente. Cadde in combattimento il 4 gennaio 1939, e fu decorato con la medaglia d'oro al valor militare alla memoria. Nel 1940 gli fu conferita la laurea ad honorem alla memoria. Una via di Roma porta il suo nome.

### Fonti
1. 1 2 3 4 5 6 7 8 9 10  Combattenti Liberazione.
2. 1 2  Gruppo Medaglie d'Oro al Valor Militare 1965, p. 354.
3. 1 2  Ufficio Storico dell'Aeronautica Militare 1969, p. 78.
4. ↑  Medaglie d'oro al valor militare sul sito della Presidenza della Repubblica